# Ferrocarrils de la Generalitat de Catalunya
Ferrocarrils de la Generalitat de Catalunya (in italiano Ferrovie della Generalità della Catalogna), abbreviata FGC, è una compagnia ferroviaria che opera numerose linee non connesse tra di loro in Catalogna, Spagna.
Queste ultime includono linee metropolitane e linee pendolari nella città di Barcellona e nelle aree circostanti. 3,5 km di linee sono a scartamento 600 mm, 140 km a scartamento metrico, 42 km a scartamento standard (1435 mm) e 89 km a scartamento largo. Le FGC sono pertanto una delle poche compagnie ferroviarie al mondo ad operare con quattro scartamenti differenti.
Pur essendo la maggioranza delle linee ad aderenza naturale, le FGC operano anche due linee a cremagliera e quattro funicolari.

## Linee

### Ferroviarie
| Linea | Nomi commerciali                  | Servizi                           | Larghezza (mm) | Inaugurazione | Cambio di compagnia/ Restauro/ Cambio di nome | Tipo                           | Lunghezza (km) | Lunghezza (km) |
| --- | --------------------------------- | --------------------------------- | -------------- | ------------- | --------------------------------------------- | ------------------------------ | -------------- | -------------- |
| Linea Barcelona-Vallés | Linea di Balmes                   |                                   | 1 435          | 18632         | 19796                                         | Metropolitana                  | 4              | 111,7          |
| Linea Barcelona-Vallés | Metro del Vallés                  |                                   | 1 435          | 18632         | 19796                                         | Metropolitana                  | 4,6            | 111,7          |
| Linea Barcelona-Vallés | Metro del Vallés                  | 0,6                               | 1 435          | 18632         | 19796                                         | Metropolitana                  |                | 111,7          |
| Linea Barcelona-Vallés | Metro del Vallés                  |                                   | 1 435          | 18632         | 19796                                         | Servizio ferroviario suburbano | 33,2           | 111,7          |
| Linea Barcelona-Vallés | Metro del Vallés                  | 29,7                              | 1 435          | 18632         | 19796                                         | Servizio ferroviario suburbano |                | 111,7          |
| Linea Barcelona-Vallés | Metro del Vallés                  | 15,3                              | 1 435          | 18632         | 19796                                         | Servizio ferroviario suburbano |                | 111,7          |
| Linea Barcelona-Vallés | Metro del Vallés                  | 21                                | 1 435          | 18632         | 19796                                         | Servizio ferroviario suburbano |                | 111,7          |
| Linea Barcelona-Vallés | Metro del Vallés                  | 18,6                              | 1 435          | 18632         | 19796                                         | Servizio ferroviario suburbano |                | 111,7          |
| Linea Llobregat-Anoia | Metro del Baix Llobregat          |                                   | 1 000          | 19123         | 19796                                         | Metropolitana                  | 11,8           | 140            |
| Linea Llobregat-Anoia | Metro del Baix Llobregat          | Servizio ferroviario suburbano    | 1 000          | 19123         | 19796                                         |                                |                | 140            |
| Linea Llobregat-Anoia | Metro del Baix Llobregat          |                                   | 1 000          | 19123         | 19796                                         |                                |                | 140            |
| Linea Llobregat-Anoia | Metro del Baix Llobregat          |                                   | 1 000          | 19123         | 19796                                         |                                |                | 140            |
| Linea Llobregat-Anoia | Metro del Baix Llobregat          |                                   | 1 000          | 19123         | 19796                                         |                                |                | 140            |
| Linea Llobregat-Anoia | M.C. del Bages                    |                                   | 1 000          | 19244         | 19796                                         | Cercanías                      |                | 140            |
| Linea Llobregat-Anoia | M.C. dell'Anoia                   |                                   | 1 000          | 18925         | 19796                                         | Cercanías                      |                | 140            |
| Linea Lérida-La Puebla de Segur |                                   |                                   | 1 668          | 1924          |                                               | Treno regionale                | 89,35          | 89,35          |
| Linea Lérida-La Puebla de Segur |                                   |                                   | 1 668          | 1924          | Ferrovia turistica                            |                                | 89,35          | 89,35          |
| Cremagliera di Montserrat | Cremagliera di Montserrat         | Cremagliera di Montserrat         | 1 000          | 1892          | 2003                                          | Cremagliera                    | 5,24           | 5,24           |
| Funicolare di La Santa Cova | Funicolare di La Santa Cova       | Funicolare di La Santa Cova       | 1 000          | 1929          | 2001                                          | Funicolare                     | 0,26           | 0,26           |
| Funicolare di Sant Joan | Funicolare di Sant Joan           | Funicolare di Sant Joan           | 1 000          | 1918          | 1997                                          | Funicolare                     | 0,5            | 0,5            |
| Cremagliera di Nuria | Cremagliera di Nuria              | Cremagliera di Nuria              | 1 000          | 1931          | 1984                                          | Cremagliera                    | 12,5           | 12,5           |
| Cabinovia della Coma del Clot | Cabinovia della Coma del Clot     | Cabinovia della Coma del Clot     | 361            | 1988          | 1988                                          | Cabinovia                      | 0,66           | 0,66           |
| Funicolare di Gelida | Funicolare di Gelida              | Funicolare di Gelida              | 1 000          | 1924          | 1982                                          | Funicolare                     | 0,88           | 0,88           |
| Funicolare di Vallvidrera | Funicolare di Vallvidrera         | Funicolare di Vallvidrera         | 1 000          | 1906          | 1979                                          | Funicolare                     | 0,74           | 0,74           |
| Teleferica Olesa-Esparraguera | Teleferica Olesa-Esparraguera     | Teleferica Olesa-Esparraguera     | 55,51          | 2005          | 2005                                          | Teleferica                     | 1              | 1              |
| Ferrovia Turístico del Alto Llobregat | Treno del Ciment                  | Treno del Ciment                  | 600            | 2005          | 2005                                          | Ferrovia turistica             | 3,5            | 3,5            |
| Cabinovia della Molina - Alp 2500 | Cabinovia della Molina - Alp 2500 | Cabinovia della Molina - Alp 2500 |                | 1999          | 1999                                          | Cabinovia                      | 2,8            | 2,8            |
| 1 diametro del cavo; 2 ferrovia di Sarrià a Barcellona; 3 Caminos de Ferro del Nord-Est d'Espanya; 4 Companyia General dels Ferrocarrils Catalans (treno) 5 Ferrocarril Central Catalán 6 L6, L7 e L8 con la nomenclatura di U6, U7 e S3. |                                   |                                   |                |               |                                               |                                |                |                |

### Metropolitane
FCG gestisce quattro linee della metropolitana di Barcellona:
| Linea | Capolinea                              | Operatore | Km attuali | Km approvati | Stazioni attuali | Stazioni approvate | Inaugurazione |
| ----- | -------------------------------------- | --------- | ---------- | ------------ | ---------------- | ------------------ | ------------- |
|       | Plaça de Catalunya - Sarrià            | FGC       | 4,6 km     | 4,6 km       | 8                | 8                  | 1976          |
|       | Plaça de Catalunya - Avinguda Tibidabo | FGC       | 3,9 km     | 3,9 km       | 7                | 7                  | 1954          |
|       | Molí Nou-Ciutat Cooperativa - Espanya  | FGC       | 11,8 km    | 22,7 km      | 11               | 22                 | 1912          |
|       | Sarrià - Reina Elisenda                | FGC       | 0,6 km     | 0,6 km       | 2                | 2                  | 2016          |